# Hans Ebert (Kunsthistoriker)
Hans Ebert (* 12. Juli 1919 in Chemnitz; † 10. Januar 1988) war ein deutscher Kunsthistoriker und Museologe.

## Leben
Ebert legte 1938 das Abitur ab und nahm am Zweiten Weltkrieg teil. 1941/42 und 1945 studierte Ebert an der Kunsthochschule Dresden Kunsterziehung für Oberschulen. 1946 erhielt er eine Stelle als Neulehrer für Kunsterziehung und Deutsch in einer Erweiterten Oberschule. 1954 wurde er im Alter von 35 Jahren Leiter des Schlossbergmuseums in Karl-Marx-Stadt. In dieser Funktion setzte er sich für den Aufbau der ständigen Abteilung „Chemnitz und die Chemnitzer Arbeiterbewegung im 19. und 20. Jahrhundert“ ein und war auch für die museale Nutzung der Burg Rabenstein und des Roten Turmes verantwortlich.
Im Fernstudium erhielt er 1958 den Diplom-Abschluss in der Fachrichtung Kunstgeschichte an der Karl-Marx-Universität Leipzig. Seine Diplomarbeit erweiterte er zur Dissertation, die er 1961 erfolgreich verteidigte. Am 1. Januar 1960 übernahm Ebert die Funktion des stellvertretenden Direktors der Gemäldegalerien Alter und Neuer Meister in Dresden. Am 1. Oktober 1960 wurde er unter Max Seydewitz zum stellvertretenden Generaldirektor der Staatlichen Kunstsammlungen Dresden berufen. Als solcher war er bis zum 30. September 1967 im Amt. Am darauffolgenden Tag wurde er zum Stellvertretenden Generaldirektor der Staatlichen Museen und Direktor des Kupferstichkabinetts nach Berlin berufen. Wegen seines angegriffenen Gesundheitszustandes wurde er 1974 bzw. 1978 von diesen beiden Funktionen entbunden. Er übernahm die Redaktion des wissenschaftlichen Jahrbuches der Staatlichen Museen zu Berlin mit dem Titel „Forschungen und Berichte“.

## Werke (Auswahl)
- Kriegsverluste der Dresdner Gemäldegalerie. Vernichtete und vermisste Werke. Hrsg.: Staatliche Kunstsammlungen Dresden, 1964 (als Bearbeiter)

- Über Hans Christian Genelli und seine Beziehungen zum Berliner Kultur- und Geistesleben um 1800. In: Staatliche Museen zu Berlin: Forschungen und Berichte. Band 17, 1976, S. 175–188

## Ehrungen
- Vaterländischer Verdienstorden in Bronze (1965)[1] und Silber